# Drvodělka
Drvodělka (Xylocopa) je rod blanokřídlého hmyzu. Patří k největším příslušníkům čeledi včelovitých: některé druhy dosahují délky až 3 cm, robustním tělem připomínají spíše čmeláky, od nichž se liší lesklým, méně ochmýřeným tělem. Jsou významnými opylovači, pylosběrný aparát mají na zadních holeních, pyl a nektar také přenášejí v trávicí trubici. Patří mezi včely samotářky a hnízdí v chodbičkách vydlabaných ve ztrouchnivělém dřevě, v nichž budují komůrky ze sekretu slinných žláz, kam kladou vajíčka (výjimkou je podrod Proxylocopa, který obývá díry v zemi). Larvami drvodělek se živí datlovití a vlhovití ptáci.
Rod má 31 podrodů a okolo pěti set druhů, žijících v tropických a subtropických oblastech celého světa. V České republice se vyskytují drvodělka fialová (Xylocopa violacea) a drvodělka potulná (Xylocopa valga, také drvodělka velká), na jižní Moravě byla několikrát pozorována také drvodělka malá (Xylocopa iris). Jsou leskle černě zbarvené, křídla mají nafialovělý nádech. Přezimují v různých škvírách ve stromech nebo ve zdi, aktivní bývají od prvních jarních dnů do konce září, páří se v květnu. Je to neškodný hmyz, který se člověku zpravidla vyhýbá. Mohou překonávat velké vzdálenosti, v důsledku globálního oteplování se hranice rozšíření drvodělek posunuje severním směrem.

## Výskyt v České republice
Ústav experimentální botaniky AV ČR v roce 2019 na svém twitterovém účtu informoval o výskytu „obří včely“:
Tahle obří včela nám poslední dobou létá na kytky u skleníku v areálu Akademie věd ČR v Praze-Suchdole. Zřejmě drvodělka fialová nebo potulná, což jsou až 3 cm velké samotářské včely s kovově modravými křídly.
Ústav experimentální botaniky AV ČR, twitterový účet, 
Drvodělky jsou největší příslušnice čeledi včelovitých, připomínající neochmýřené čmeláky a jsou člověku neškodné. Zimují ve škvírkách nebo dutinách, přes léto si samičky samy vrtají vlastní hnízdní komůrky. Drvodělky opylují květy, ale jsou vybíravé, dávají přednost spíše jižním rostlinám a proto jsou v Česku málo rozšířené.